# NK Grobničan Čavle
NK Grobničan je nogometni klub iz Mavrinaca, Čavle.
U sezoni 2024./25. natječe se u 2. NL.

## Povijest
Nogometni klub Grobničan osnovan je 1932. godine kao Radnički sportski klub, a prve sportske prostorije imao je u kući Ivana Sriće Tomašinova u Žeželovom selu. Klub su osnovali Josip Srića, Ivan Silić, Mera Žeželić, Moša Žeželić, Josip Silić, Mario Smokvina, Ivan Vlašić, Slave Ban i Dušan Vlašić. 
Trenutačno se natječe u 3. HNL – Zapad, nakon što je sezone 2007./08. bio prvak 4. HNL – Zapad. U sezoni 2011./2012. u 3. HNL – Zapad klub je zauzeo 10. mjesto. Trener Damir Milinović napustio je klub i otišao u Goricu, dok je momčad Grobničana preuzeo dotadašnji pomoćnik Damira Milinovića, Goran Gajzler. 
U sezoni 2012./2013. NK Grobničan predvođen trenerom Goranom Gajzlerom postigao je povijesni uspjeh, postao je prvak 3. HNL – Zapad. U 82godišnjoj dugoj povijesti kluba nije zabilježen takav uspjeh. Titulom prvaka stekli su drugoligaški status ali zbog financijskih sredstava u njoj nisu zaigrali, pa se od sezone 2013./2014. ponovno natjecao u 3. HNL – Zapad.
Od sezone 2014./2015. klub se natjecao u 4. HNL, nakon što je savez reorganizacijom natjecanja izmijenio format 3. HNL – Zapad. Trener Goran Gajzler napustio je klub prije početka sezone, a njegov pomoćnik Dušan Gruevski preuzeo je prvu momčad kluba.[nedostaje izvor]
Klub je 29. kolovoza 2023. dobio 29:1 NK Papuk Orahovica u Hrvatskom nogometnom kupu što je rekordna pobjeda u tom natjecanju. Dražen Pilčić je tada postigao rekordnih 11 golova.
Klub ima 8 selekcija: predtakmičare, mlađe i starije morčiće, mlađe i starije pionire, kadete, juniore i seniore.

## Nastupi u završnicama kupa

### Kup maršala Tita
1979./80.
- šesnaestina finala: FK Budućnost Titograd – NK Grobničan 2:1

### Hrvatski nogometni kup
2006./07.
- pretkolo: NK Omladinac – NK Grobničan 0:5
- šesnaestina finala: NK Grobničan – NK Dinamo Zagreb 0:2

2007./08.
- pretkolo: NK Podravina – NK Grobničan 3:1

## Poznati igrači
- Fulvio Poropat, bivši hrvatski mladi reprezentativac
- Kristan Fućak, hrvatski mladi reprezentativac
- Anas Sharbini, bivši hrvatski reprezentativac

## Vanjske poveznice
- Stranica kluba  Arhivirana inačica izvorne stranice od 15. travnja 2014. (Wayback Machine)
- Profil, HNS Semafor
- Grobničan, Nogometni leksikon